# Чень Ї (маршал)
Чень Ї (кит.: 陈毅), (26 серпня 1901, Сичуань — 6 січня 1972, Пекін) — китайський військовий та політичний діяч, маршал, дипломат, міністр закордонних справ КНР (1958—1972).

## Біографія
Народився 26 серпня 1901 року в Лечжі, повіт Лешань, поблизу Ченду провінції Сичуань в сім'ї чиновника. Закінчив середню школу і професійне училище. У 1918–1921 роках навчався і працював у Франції, куди був направлений по лінії професійної освіти. У Франції примикав до анархістів, був депортований на батьківщину за участь у політичній демонстрації китайських студентів.
У 1923 році Чень Ї приїхав в Пекін і вступив до Комуністичної партії Китаю. Близько року займався революційною роботою серед молоді Пекіна, потім перебрався на революційну базу на півдні країни. Здобув освіту в Шанхайському університеті. 1926 року вступив до Військово-політичної школи Вампу, де познайомився з Чжоу Еньлаєм. 1927 року став секретарем комітету КПК у Військово-політичній школі Вампу при Уханьський національному уряді, брав участь в Наньчанському повстанні 1 серпня 1927 року проти двох корпусів гоміньдановськой армії. На нараді в Маочжі разом з Лінь Бяо підтримав пропозицію Чжу Де продовжувати боротьбу і не розпускати війська в цій ситуації. Після поразки повстання з вірними КПК частинами пробився на з'єднання з силами Мао Цзедуна. З 1928 року займав значні посади в Червоній армії Китаю, був начальником політвідділу 4-й Червоної армії, воював у провінції Цзянси. 1934 року, після відходу основних сил Червоної армії в Північно-західний похід, залишився для організації партизанської війни в басейні річки Янцзи. У 1930-х роках партизанив разом з Лінь Бяо. У роки війни з Японією, з 1937 року командував дивізією, 1-ю групою військ Нової 4-ї армії, виконував обов'язки командувача, а в 1941 році став командувачем Нової 4-ї армії. З 1945 року — член Центрального комітету Комуністичної партії Китаю.
На початку громадянської війни 1946–1950 років Чень Ї командував особливим Шаньдунської звільненим районом (політкомісаром району був Лю Шаоці. 20 червня 1946 року був разом з Ло Жуйціном призначений керівником Бюро ЦК КПК у Східному Китаї. У серпні 1946 під натиском армії Гоміньдана змушений був відійти зі своїми частинами в гірські райони Шаньдуна.
У жовтні 1946 року Чень Ї був призначений командиром і політкомісаром Центрально-Китайської польової армії. Уже в січні 1947 війська Чень Ї почали проводити наступальні операції. У червні 1947 року Чень Ї брав участь у нараді командувачів і політкомісарів фронтів НВАК в Фупін, де обговорювався план загального контрнаступу. У серпні Шаньдунський фронт під командуванням Чень Ї забезпечував завдання з відвернення сил противника з Центрального фронту.
З листопада 1948 року — командувач 2-ю Польовою армією Народно-визвольної армії Китаю (НВАК). Спільно з 3-ю Польовою армією Лю Бочена розбив гоміньданівських війська в ході Хуайхайської битви. У 1948–1949 роках брав участь у наступі в низинах Янцзи. 17 квітня 1949 року його 2-а польова армія спільно з 3-ю Польовою Лю Бочена і 4-ю Польовою армією Лінь Бяо форсувала річку Янцзи і продовжила наступ на південь. 23 квітня вона опанувала Нанкіном і незабаром вийшла на ближні підступи до Шанхаю. 25 травня Шанхай капітулював і Чень Ї зі своїм штабом вступив в місто, ставши начальником шанхайського гарнізону і отримавши повну владу над містом.
У червні 1949 Чень Ї залишив пост політкомісара своєї армії, поступившись ним Жао Шуші. До кінця Громадянської війни 2-а Польова армія Чень Ї мала у своєму складі 30 піхотних дивізій — 420.000 бійців і командирів, 1548 артилерійських гармат і мінометів. У листопаді вона брала участь в останньому наступі НВАК в південному і східному напрямках, поставивши під контроль КПК весь континентальний Китай.
У 1949 році, після проголошення Китайської Народної Республіки, Чень Ї зайняв пости члена Центральної Народної Урядової Ради і Народно-революційної військової ради КНР, 2-го секретаря східнокитайських Бюро ЦК КПК, командувача східнокитайських військовим округом, 1-го секретаря Шанхайського міського комітету КПК і мера Шанхая.
У травні 1950 року Польові армії були розпущені і Чень Ї став також 1-м секретарем комітету КПК Східно-Китайського військового округу, створеного замість фронтового комітету КПК 2-ї Польової армії.
У серпні 1954 року був обраний депутатом Всекитайських зборів народних представників (ВЗНП). Брав участь у роботі Женевської конференції.
У вересні 1954 року, після прийняття Конституції КНР, Чень Ї був призначений заступником голови Державної ради КНР та заступником голови Державного комітету оборони КНР.
У квітні 1955 року брав участь у Бандунзькой конференції.
З вересня 1955 року — Маршал НВАК. У вересні 1956 року на Другій сесії VIII з'їзду КПК був обраний членом Політбюро ЦК КПК.

## Міністр закордонних справ КНР
11 лютого 1958 року указом Голови КНР Мао Цзедуна був призначений міністром закордонних справ КНР із збереженням поста заступника Прем'єра Держради КНР.
У 1958 році, після призначення міністром закордонних справ, маршал Чень Ї заявив агентству «Рейтер»: «Що більше буде число держав, що мають ядерну зброю, то більше стане на землі зон миру». Пізніше він говорив: «Виробництво атомних бомб стає можливим в той момент, коли дана країна вже має в своєму розпорядженні певну промислову, сільськогосподарську, наукову і технічну базу. Тоді, за допомогою Китаю або без його допомоги, вона може приступити до виробництва атомних бомб. Китай бажає, щоб афро-азійські країни самостійно виробляли атомні бомби, бо на краще, щоб цими бомбами володіло побільше країн».
На посту міністра закордонних справ на початку 1960-х років підтримав курс на конфронтацію з СРСР і КПРС. 4 червня — 6 червня 1961 року проїздом з Женеви Чень Ї відвідав СРСР, однак це не вплинуло на дедалі гірші відносини між двома країнами.
16 — 17 липня і 25 — 26 липня 1962 проїздом в Женеву і назад Чень Ї останній раз відвідав Москву, а вже 30 серпня 1962, після масового переходу радянського кордону жителями Синьцзяну, в ноті МЗС КНР прямо заявив, що Синьцзян знаходиться під загрозою «серйозної підривної діяльності з боку Радянського союзу». 1 серпня 1964 Чень Ї заявив, що СРСР, можливо, «захопить Синьцзян, Північний Схід (Маньчжурію) і окупує Пекін» і 24 серпня перервав радянсько-китайські консультації по кордону. 17 січня 1965 Чень Ї заявив: «Радянський Союз захопив у Китаю близько 1,5 мільйона квадратних кілометрів території».
МЗС КНР активізував відносини з країнами т.з. «Третього світу», з країнами, вивільненими від колоніальної залежності, посилилася підтримка визвольних рухів і комуністичних партій, схильних підтримати новий курс КПК. КНР шукала нових союзників, брала участь в Русі неприєднання. У грудні 1963 року Чень Ї разом з Прем'єром Держради КНР Чжоу Еньлаєм вирушили в найбільшу за всю попередню історію КНР закордонну поїздку. Вони відвідали Єгипет, Алжир, Марокко, Албанію, Туніс, Гану, Малі, Гвінею, Ефіопію, Судан, Сомалі і Занзібар. Він був одним з головних ініціаторів створення осі «Пекін-Джакарта» та ідеї створення «ООН революційного типу». Але пошук союзників проходив з перемінним успіхом — в 1965 році країни, що розвиваються відмовилися виключити СРСР зі складу учасників планувалася Друга афро-азійської конференції в Алжирі, а підтримка Китаєм режиму Сукарно в Індонезії закінчилася катастрофою.
У травні 1965 року у зв'язку з відміною військових звань в НВАК втратив звання Маршала. Після початку «Культурної революції» користувався довірою Мао-Цзедуна і 12 серпня 1966 року був введений до складу Постійного комітету Політбюро ЦК КПК. 13 вересня 1966 року на нараді в Пекіні Чень Ї засудив нападки на старі революційні кадри: «Думаю, що в нашій партії справжніх марксистів-ленінців небагато. Крім Голови Мао Цзедуна, який не здійснював помилок, навряд чи ще знайдете таких людей. Я 22 рази робив помилки … Якщо розгромити всі старі революційні кадри, то дозволено запитати: що ж у наші партії залишиться — один тільки голова Мао? Не можна заперечувати все, що ми зробили в минулому».
З початком Культурної революції пішли обвинувачення на адресу Чень Ї з боку працівників його міністерства. Першим з'явилося «Відкритий лист» Мао Цзедуну, підписана 44 працівниками Міністерства закордонних справ. У ньому говорилося — «Улюблений ЦК, улюблений Голова Мао … факти показують, що в Міністерстві закордонних справ формується новий клас капіталістів, який тримає владу в своїх руках. Багато кадрових працівники допустили серйозні відступи від директив ЦК і вказівок Мао … Товариш Чень Ї, який є членом ЦК, поширював неправильні погляди на вчення творів Мао, на взаємини між політикою та професійними обов'язками і на багато інших питань нашої державної політики … Завжди будемо вірні ЦК і його Голові, завжди будемо нести червоний прапор ідей Мао. Якщо в Китай прийде ревізіонізм, слідуючи своїм вказівкам, ми піднімемося на боротьбу з ним і знищимо його». Слідом за цим хунвейбіни з Інституту міжнародних відносин та Інституту іноземних мов почали цілодобову облогу Міністерства закордонних справ під гаслами, спрямованими проти Чень Ї. У короткий термін робота міністерства була дезорганізована. Чень Ї повідомляв керівництву, що не стало дисципліни в МЗС, що розголошуються службові таємниці, але атаки хунвейбінів тривали. Наприкінці року натовпи увірвалися в будівлю міністерства, розгромили його і знищили архіви. У листопаді Чжан Чуньцяо обрушився на Чень Ї та інших ветеранів революції: — "Мета нашої Культурної революції остаточно повалити всевладдя цих старих перечниць Чжу Де, Чень Ї і Хе Луна. Вони вже ні на що не здатні! <…> Ченя завжди цікавила тільки кар'єра <…> Кому вони зараз потрібні? Нікому!
У січні 1967 року Чжоу Еньлай своїм розпорядженням заборонив «революційним масам» вторгатися в міністерство і контактувати з його працівниками.
Цей період був відзначений черговим загостренням відносин з СРСР. 25 січня 1967 року в Москві китайські студенти перестрибнули через огорожу мавзолею Леніна, після чого в черзі до мавзолею сталася бійка. Увечері студенти були вислані з СРСР, а наступного дня, 26 січня посольство СРСР в Пекіні було блоковано натовпами хунвейбінів, що вимагають сплати «кривавого боргу» за події на Червоній площі в Москві. Чень Ї від імені Мао Цзедуна і Лінь Бяо привітав учасників сутичок у Москві. Міністерство закордонних справ КНР заявило, що в Москві серед китайських студентів були вбиті і поранені, і що більше не гарантує безпеку радянських дипломатів поза території посольства. 31 січня радянські літаки, що прямували до В'єтнаму, які здійснювали дозаправку в Пекіні, були оточені хунвейбинами і насилу піднялися в повітря. 5 лютого вдалося евакуювати з Пекіна членів сімей співробітників радянських установ, але дипломатів, що залишилися, добу не випускали з автобусів. У ті дні Чень Ї зробив заяву з приводу відносин з СРСР: «Можливий розрив відносин, можлива війна». У той же час були зроблені заяви, спрямовані на відкриття діалогу з США.
У середині лютого 1967 року Чень Ї разом з Чжу Де, Хе Луном, Тань Чженьлінем, Лі Сяньнянем та іншими ветеранами НВАК на нараді в Пекіні різко виступив проти діяльності Групи у справах культурної революції на чолі з Чень Бода, Цзян Цин, Чжан Чуньцяо і Кан Шеном. Чень Ї та його прихильники вимагали «захистити старі кадри», заявляли, що «партія не грає керівну роль», і що «в армії хаос». Чень Ї звернувся до хунвейбінів — "Ви нехтуєте інтересами партії? Не хочете країні добра? Я проти розклеювання дацзибао на вулицях … Потрібно зберігати державну таємницю, діяти з урахуванням інтересів партії … " Це не вплинуло на подальші рішення Мао Цзедуна, але незабаром викликало на Чень Ї нову хвилю «критики».
У березні вийшло друге розпорядження уряду, що забороняло атаки на Чень Ї, але в травні хунвейбіни після багатоденних зіткнень і боїв взяли МЗС штурмом. Багато китайських дипломатів були поранені або репресовані, зникла маса секретних документів. По Пекіну поширювалася листівка «Відкриємо вогонь по Чень Ї, очистимо Міністерство закордонних справ!», В якій говорилося: «Зрештою, який штаб представляє Чень Ї? Прикриваючись прапором Голови Мао, він нахабно обмовляє на нього, нахабно порочить його ідеї. Під час культурної революції Чень Ї підбурював маси розклеювати дацзибао з критикою Голови Мао … Випади Чень Ї проти Голови Мао перейшли всякі межі … Чень Ї, заткни свій рот. Ми не дозволимо тобі очорняти світлий лик голови Мао». Після цього атаки на Чень Ї проходили під гаслами: «Геть Чень Ї!», «Скинемо Чень Ї!», «Живцем спалимо Чень Ї!», «Розіб'ємо собачу голову Чень Ї!» Але на захист Чень Ї виступили керівні працівники МЗС — з'явилося дацзибао «викрили ворога, борись проти нього і переможи!», яке підписали 91 дипломат і завідувач відділом МЗС. Гасла критики Чень Ї називалися реакційними, стверджувалося, що «Чень Ї — хороший товариш». Але цього разу Чжоу Еньлай різко виступив проти захисників Чень Ї, а сам Чень Ї в своєму листі від 28 лютого підтримав його і відмежувався від своїх прихильників.
У серпні 1967 року, що називали «червоним серпнем», хунвейбіни вчинили погроми іноземних дипломатичних представництв в Пекіні. 27 серпня 1967 а в будівлі Всекитайських зборів народних представників відбувся третій мітинг «остаточного засудження Чень Ї» на якому були присутні Чжоу Еньлай, Чень Бода та інші. Виступив обвинувачем керівник «бойового загону» Пекінського інституту іноземних мов Тан Цзянфан заявив — «Чень Ї, ти повинен визнати свої злочини перед Головою Мао, заступником Голови Лінем, перед Групою по справах культурної революції. Інакше ти будеш повалений на землю, і по тобі пройдуть десятки мільйонів ніг, і ти вже ніколи не піднімешся …». Після цього на деякий час Чень Ї зник, ходили чутки про його відставку, про те, що він убитий хунвейбінами. Однак незабаром літньому міністру знову довелося пройти через мітинги осуду, де від нього вимагали самокритики
Але Чень Ї, згідно з наявними документами, зберігав твердість. На мітингу 8-го червоного загону він заявив: «Я член Політбюро ЦК КПК і міністр закордонних справ. Говорю відкрито. Можете відрізати мені голову, можете пролити мою кров, але я не відступлю. Я 40 років перебуваю в партії … Голова Мао — звичайна людина. У минулому я неодноразово виступав проти нього. Той революціонер, який не зазнав болю ураження, який не був битий, не може вважатися справжнім революціонером. Що більше пережитого, то легше. Небезпека підстерігає там, де бракує необхідного досвіду»
Відразу ж після «остаточного засудження» керівники КНР зажадали від хунвейбінів, щоб критика Чень Ї тим паче не переходила певних меж. Через деякий час міністр повернувся до виконання своїх обов'язків і заявив японській делегації — «Китайська політика визначається урядом, а не хунвейбінами». Він говорив про «мітинги засудження» і заступався за Лю Шаоці — «Били мене безсовісно, безжально … але я був реабілітований. Чи буде реабілітований Лю?». Чень Ї з'являвся на прийомах у посольствах, в 1968 році виступав проти введення військ Варшавського договору в Чехословаччину.
Останній раз Чень Ї з'явився на публіці 9 вересня 1968 року на прийомі в посольстві Північної Кореї де виголосив довгу промову. Надалі від імені МЗС КНР виступали його керівні працівники, а конфлікт з СРСР в 1969 році врегулював особисто Чжоу Еньлай.
Зовнішньополітичний курс КНР залишився колишнім. У Документі МЗС КНР від 8 жовтня 1969 року відкидалися заяви СРСР про те, що між країнами немає територіальних суперечок і лінія кордону з СРСР на багатьох ділянках оголошувалася спірною..
24 квітня 1969 року після з'їзду КПК Чень Ї не був обраний до складу Політбюро ЦК КПК. Він не був репресований і залишався на посаді міністра закордонних справ до самої смерті.
Чень Ї помер від раку 6 січня 1972 року в Пекіні. Чену Ї влаштували почесні похорон, на яких був присутній сам Мао Цзедун (це було його остання поява на публіці). 10 січня 1972, за дві години до їх початку, Мао Цзедун несподівано вирішив піти попрощатися зі старим товаришем. Він сказав вдові маршала — «Товариш Чень Ї був хорошою людиною, хорошим товаришем, він був заслуженою людиною». Траурну промову виголосив Чжоу Еньлай, який говорив про великий внесок покійного в справу революції. Це була фактична реабілітація Чень Ї.